# Atentado contra Porfirio Díaz de 1897

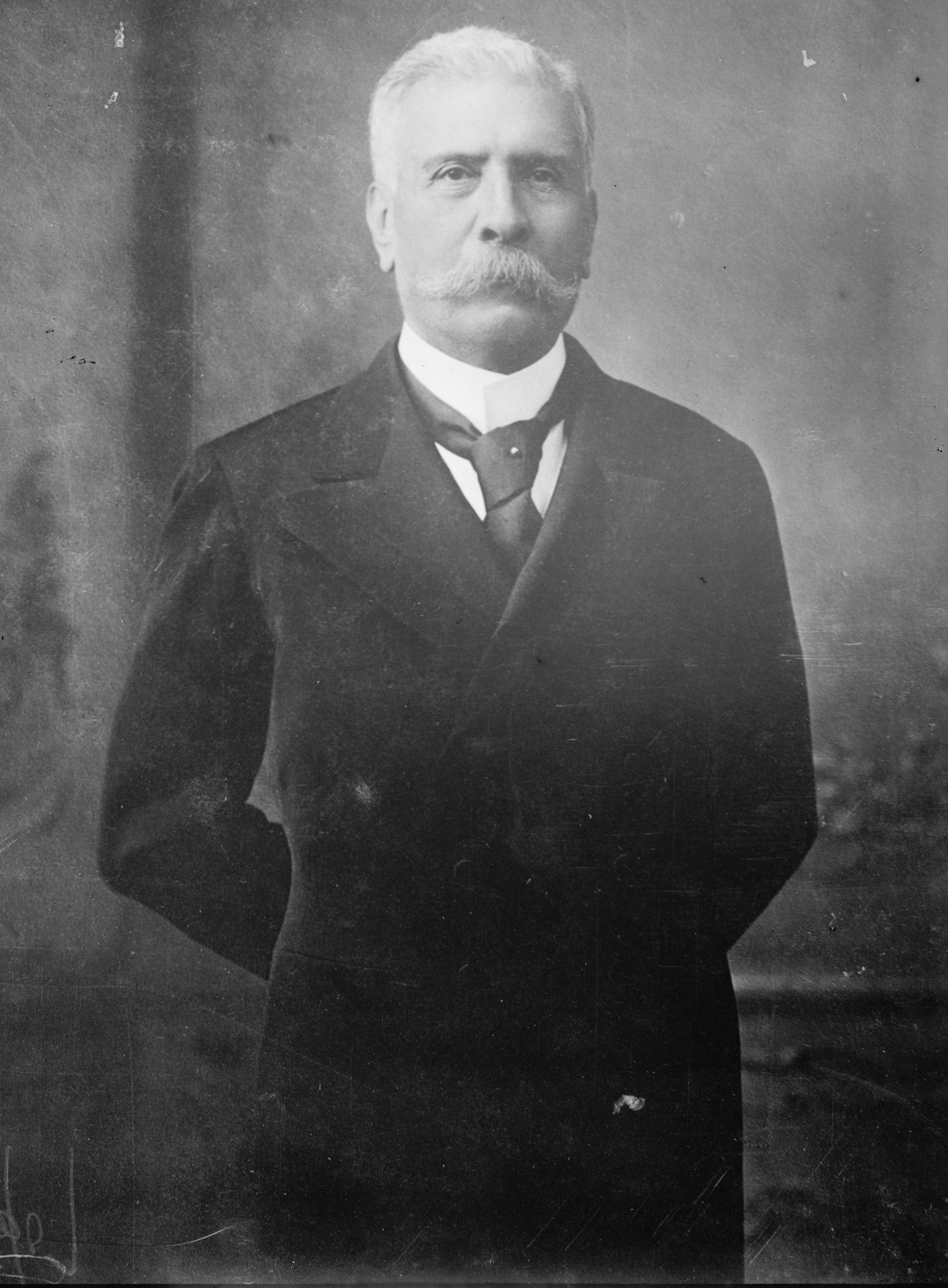
Porfirio Díaz.

El atentado contra Porfirio Díaz de 1897 refiere al ataque ocurrido el 16 de septiembre de 1897 en contra del presidente mexicano en la Alameda Central de la Ciudad de México, en México. El perpetrador fue identificado con el nombre de Arnulfo Arroyo, quien fue encarcelado y asesinado ese mismo día por una muchedumbre, siendo considerado el primer linchamiento público en México.
El evento inspiró la novela Expendiente del atentado del escritor Álvaro Uribe en 2008, misma que fue adaptada al cine en 2010 con el nombre El atentado por el director Jorge Fons.

## Cronología del atentado
Mientras pasaba por la Alameda Central durante las celebraciones de la Independencia de México del 16 de septiembre de 1897, el presidente Porfirio Díaz sufrió un atentado por parte de "un conocido borrachín de nombre Arnulfo Arroyo". De acuerdo con la relatoría del cronista mexicano Jesús Rábago en Historia del gran crimen (1897), Díaz iba acompañado por los generales Francisco Z. Mena (ministro de Comunicaciones) y Felipe Berriozábal (ministro de Guerra), cuando fue atacado por la espalda. Arroyo fue detenido de inmediato.
Uribe, autor de Expediente del atentado, señaló en una conferencia en 2014 que Arroyo era "un anarquista pasante de Derecho que ese día se encontraba alcoholizado", indicando que no pudo consumar el atentado por hallarse tomado. Basándose en los diarios del diplomático Federico Gamboa, Uribe relató que Arroyo rebasó una valla de cadetes del Colegio Militar, acercándose a Díaz para atacarlo, aunque no portaba ningún tipo de arma blanca o arma de fuego.

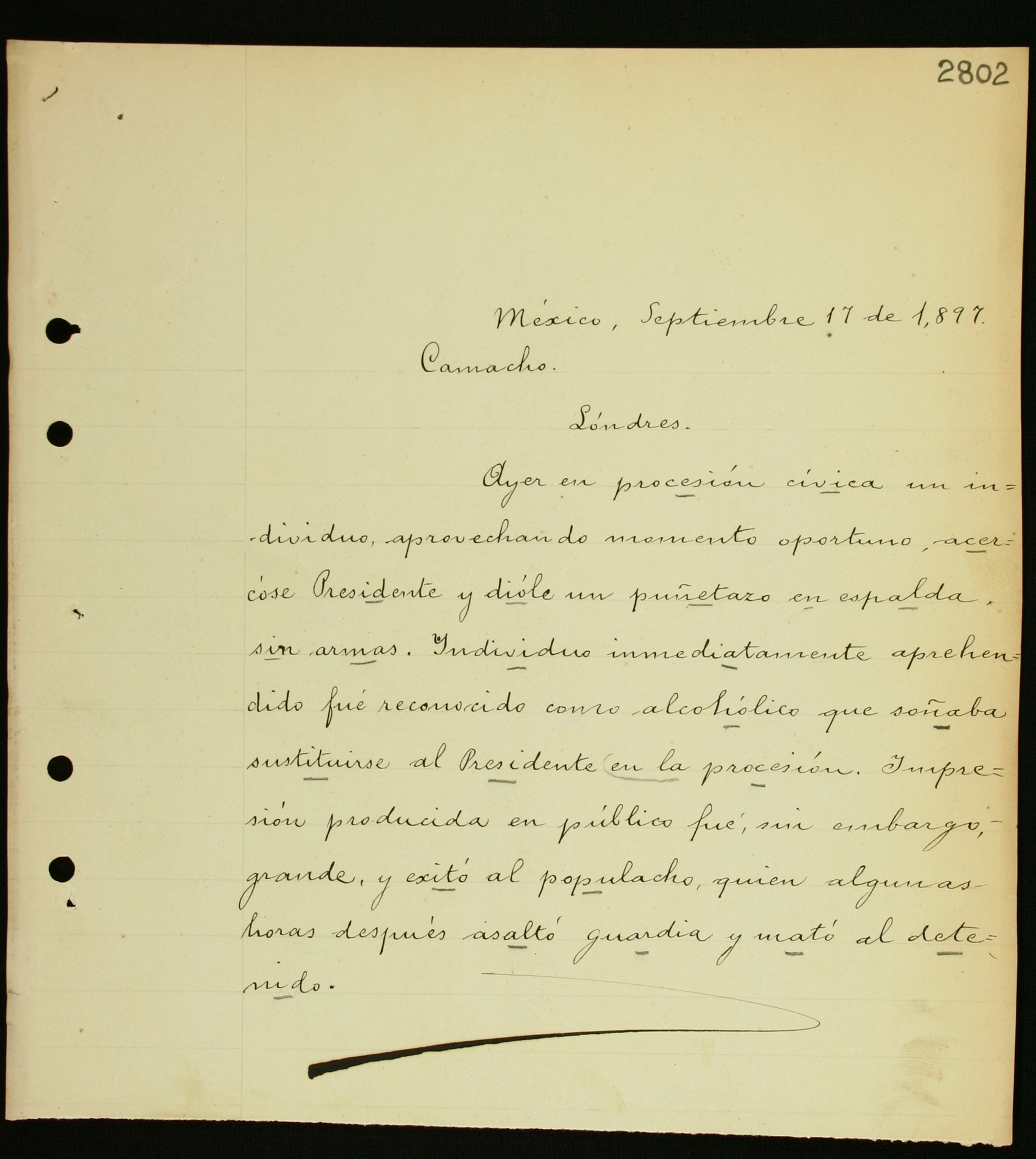
Informe sobre el atentado que sufrió el presidente Porfirio Díaz

Después del fallido atentado, Díaz ordenó que Arroyo fuera trasladado a la comisaría, donde se corroboró que no cargaba armas. Según una crónica publicada en The New York Times el 18 de septiembre de 1897, "desde el momento en el que Arroyo fue detenido [...] la gente clamaba su muerte. Se hostigaba al teniente LaCroix, quien era el encargado del detenido, por no pegarle un tiro." La misma noche del 16 de septiembre, Arroyo fue asesinado a puñaladas, reportándose como responsables a un grupo de personas que irrumpió en la comisaría durante la madrugada. Al día siguiente, 17 de septiembre de 1897, el presidente Díaz lamentó la muerte de su agresor, comentario que fue replicado por el general Berriozábal, ministro de Guerra, así como por la prensa internacional. Estando vivo no hubo un interrogatorio formal para saber las causas del atentado y sobre todo el conocimiento de los autores intelectuales.

### Reacciones
El 18 de septiembre, el diario El Imparcial publicó la nota sobre el linchamiento de Arroyo, versión que fue puesta en duda por la población. Asimismo, la policía realizó una redada en la que detuvo a 21 sospechosos y los acusó de haber participado en el homicidio de Arroyo. Estos factores indignaron a los ciudadanos, movilizando a cerca de 15 mil personas a manifestarse frente a las oficinas de El Imparcial, quienes quemaron copias del diario y acusaron al periódico de culpar a la gente de un asesinato perpetrado por la policía.
Fue tal el escándalo público que el Congreso llamó a Manuel González Cosío, entonces ministro del Interior, para que rindiera cuentas. El 21 de septiembre, el congresista Eduardo Velázquez y otros 12 miembros de la policía fueron llevados a la cárcel de Belén, donde confesaron haber asesinado a Arroyo y haber montado todo para que pareciera un linchamiento público. Tras la acusación, Velázquez se suicidó y el resto de los implicados fueron condenados a muerte. Sin embargo, sus sentencias fueron conmutadas, pasando algunos años en la cárcel; en algunos casos, volvieron a ocupar cargos públicos después de purgar su condena.

## En la cultura popular
- La novela Expediente del atentado, del escritor mexicano Álvaro Uribe, aborda el suceso.[4] El libro fue premiado en 2008 con el Premio Iberoamericano de Novela Elena Poniatowska.[5]
- La película El atentado del cineasta Jorge Fons también retoma el acontecimiento.[2][6] Ganó el premio Ariel a Mejor Vestuario en 2011.[7]